# Клане в Орадур сюр Глан
Клането в Орадур сюр Глан е военно престъпление срещу цивилното население на град Орадур сюр Глан (на френски: Oradour-sur-Glane), Франция, извършено от 1-ви батальон на 2-ра СС дивизия Дас Райх. Отговорен за действията е майор Ото Дикман.

## Причина
За причина се смята изчезването на командира на 3-ти батальон, майор Хелмут Кампф. Кампф е близък приятел на Дикман, който смята че местната съпротива е отговорна за пленяването и убийството му. Новият командир на 3-ти батальон хауптщурмфюрер Кан и Дикман избират Орадур за наказателна акция. Причините за това са неизвестни. Смята се, че първоначалния избор е град Орадур сюр Вайрес.

## Клането
На 10 юни 1944 г. СС окупира града и нарежда всички жители да се съберат на площада, под предлог да им бъдат прегледани документите. Мъжете са отделени от жените и децата, които са отведени в църквата. Мъжете са затворени в пет гаража и плевни, около които са разположени картечни гнезда. След като стрелят известно време германците изгарят сградите. Църквата, в която се намират над 400 жени и деца също е запалена. Опитът им да се измъкнат през вратата е посрещнат с картечен огън. Само една жена успява да се измъкне през малък прозорец.
СС докладват 548 убити, един убит и един ранен войник. Следвоенните следователи оценяват убитите по време на клането на 393 жители на града, 167 от съседните райони, 33 от Лимонес и 55 от други райони. А според историята на града и мемориалът построен там жертвите са 642 души.